# James Marsh (director)
James Marsh es un cineasta y documentalista británico, conocido por su película Man on Wire, ganador del Óscar a mejor documental largo en 2008, y La teoría del todo, nominada a varios premios, incluido el Óscar a mejor película en 2015.
Nació el 30 de abril de 1963 en Truro, Reino Unido y asistió a la Universidad de Oxford, donde fue becado, y luego al St Catherine's College, donde se graduó en lengua inglesa. Ganó y fue nominado a múltiples premios, como los premios BAFTA, entre otros.

## Carrera
Marsh comenzó su carrera como director realizando documentales para la BBC.Su primer documental de la televisión fue el de 90 minutos, Troubleman - Los últimos años de Marvin Gaye, y fue seguido por el de 26 minutos documental de 1990, el animador de Praga protagonizada por Jan Svankmajer y sus obras. Más tarde llegó la hamburguesa y el Rey: La vida y la cocina de Elvis Presley, en 1995, y el músico galés John Cale, que se hizo en 1998. Su relación continuó con la BBC como productor en 1993 por tres episodios de la serie Arena.
En 2005 dirigió la película El Rey que se proyectó en la sección Un Certain Regard del Festival de Cannes 2005.[3]
En 2008 se hizo el documental el hombre sobre el alambre sobre pie de Philippe Petit entre las torres gemelas del World Trade Center en Nueva York. Man on Wire ganó el Oscar a la Mejor Película Documental en los Oscar anuales 81.os, el Premio BAFTA a la mejor película británica, el Independent Spirit Award, y muchos otros. La película, llamada "estimulante", ha tenido una respuesta de la audiencia enormemente positiva y fue uno de los diez mejores películas de 2008, sobre las listas de muchos críticos.
En 2009, dirigió el episodio "1980" de montar al caballo rojo, que se emitió en el canal 4 en el Reino Unido.
También dirigió Proyecto Nim en 2010, que se basa en el libro de Nim Chimpsky: El chimpancé que pudo humano por Elizabeth Hess. Se trata de un documental sobre el estudio de referencia realizado por Herbert S. Terraza sobre el tema de la adquisición del lenguaje animal y el objeto del estudio es un chimpancé llamado Nim Chimpsky. Marsh observó diferentes películas para ganar inspiración antes de tomar Proyecto Nim. Observó E.T., primado de Frederick Wiseman, y la película de Bresson Au hasard Balthazar. Se ganó la mayoría de la información de Au hasard Balthazar, que es un relato de ficción sobre un burro a su paso por varios dueños humanos. La estructura del Proyecto Nim refleja mucho de esta película como vemos el drama del mundo de los humanos a través de los ojos del chimpancé. [4]
En 2012, dirigió bailarín de la sombra, una producción conjunta de Irlanda / Reino Unido sobre el movimiento republicano irlandés, que fue filmado en Dublín y Londres. La película cuenta con Clive Owen, Andrea Riseborough, Gillian Anderson, Domhnall Gleeson y Aidan Gillen.
Más recientemente dirigió La teoría del todo, una película biográfica sobre Stephen Hawking, protagonizada por Eddie Redmayne y Felicity Jones. Marsh recibió una nominación al BAFTA al mejor director y la película fue nominada a cinco premios de la Academia, incluyendo Mejor Película.

## Premios y distinciones
Premios Óscar
| Año  | Categoría              | Película    | Resultado |
| ---- | ---------------------- | ----------- | --------- |
| 2009 | Mejor documental largo | Man on Wire | Ganador   |

Festival Internacional de Cine de San Sebastián
| Año  | Categoría                               | Película             | Resultado |
| ---- | --------------------------------------- | -------------------- | --------- |
| 1999 | Gran Premio FIPRESCI - Mención especial | Wisconsin Death Trip | Ganador   |